# Gregory Burke (aktor)
Gregory Burke (ur. 8 września 1981 roku w Staten Island, w stanie Nowy Jork, USA) – amerykański aktor telewizyjny i filmowy.

## Filmografia
- 1990: Prawo i porządek (Law & Order) jako urodzinowy chłopak
- 1990–97: Guiding Light jako Ben Reade
- 1996: Ulice Nowego Jorku (New York Undercover) jako Jimmy
- 1996: Sedno sporu (The Substance of Fire) jako młody Martin Geldhart
- 1998: Prawo i porządek (Law & Order) jako Jimmy Marshall
- 1999: Brygada ratunkowa (Third Watch) jako Munoz